# Festival van San Remo 1977
Het Festival van San Remo 1977 was de 27ste editie van de liedjeswedstrijd. Voor het eerst werd het festival georganiseerd in het Ariston-theater, de vorige 26 edities vonden plaats in het Casino van San Remo.

## Finale
| Plaats | Lied               | Auteur                                             | Artiest                  |
| ------ | ------------------ | -------------------------------------------------- | ------------------------ |
| 1.     | Bella da morire    | (Renato Pareti e Alberto Salerno)                  | Homo Sapiens             |
| 2.     | Tu mi rubi l’anima | (G. Padovan e Antonello de Sanctis)                | Collage                  |
| 3.     | Monica             | (Paolo Pinna, Giacomo Simonelli e Bini)            | I Santo California       |
|        | Con te ci sto      | (Umberto Napolitano)                               | Umberto Napolitano       |
|        | Dedicato a te      | (Santino Rocchetti e Andrea Lo Vecchio)            | Santino Rocchetti        |
|        | E invece con te    | (Daniela Davoli e Michele Zarrillo)                | Daniela Davoli           |
|        | Gran premio        | (Vasseur, Vito Pallavicini e Salvatore Cutugno)    | Albatros                 |
|        | Io ti porterei     | (Leano Morelli)                                    | Leano Morelli            |
|        | Ma perché          | (Carlo Marrale, Piero Cassano e Aldo Stellita)     | Matia Bazar              |
|        | Miele              | (Giancarlo Bigazzi e Totò Savio)                   | Il Giardino dei Semplici |
|        | Oh! Carmela        | (Donatella Rettore e Claudio Rego)                 | Donatella Rettore        |
|        | Tesoro mio         | (Luigi Albertelli, Corrado Conti e Franco Cassano) | La Strana Società        |

1951 · 1952 · 1953 · 1954 · 1955 · 1956 · 1957 · 1958 · 1959 · 1960 · 1961 · 1962 · 1963 · 1964 · 1965 · 1966 · 1967 · 1968 · 1969 · 1970 · 1971 · 1972 · 1973 · 1974 · 1975 · 1976 · 1977 · 1978 · 1979 · 1980 · 1981 · 1982 · 1983 · 1984 · 1985 · 1986 · 1987 · 1988 · 1989 · 1990 · 1991 · 1992 · 1993 · 1994 · 1995 · 1996 · 1997 · 1998 · 1999 · 2000 · 2001 · 2002 · 2003 · 2004 · 2005 · 2006 · 2007 · 2008 · 2009 · 2010 · 2011 · 2012 · 2013 · 2014 · 2015 · 2016 · 2017 · 2018 · 2019 · 2020 · 2021 · 2022 · 2023 · 2024 · 2025